# Dimitrie Apai
Dimitrie Apai (Paramaribo, 19 juli 1994) is een Surinaams voetballer die speelt als aanvaller voor SV Transvaal.

## Carrière
Apai speelde eerst voor SV Transvaal en maakte daarna de overstap naar W Connection waar hij prof werd. Hij werd met de club landskampioen in 2018 en won nog enkele bekers. In 2021 keerde hij terug naar Suriname en ging spelen voor SV Transvaal.
Hij maakte op 14 november 2013 zijn debuut voor Suriname, anno 2022 speelde hij al 24 interlands waarin hij vier keer kon scoren.

## Erelijst
- TT Pro League: 2018
- First Citizens Cup: 2015, 2017
- Trinidad en Tobago FA Trophy: 2017
- Trinidad en Tobago Charity Shield: 2018
- Surinaams voetballer van het jaar: 2016, 2017